# Vauchelles-lès-Authie
Vauchelles-lès-Authie település Franciaországban, Somme megyében. Lakosainak száma 135 fő (2022. január 1.). Vauchelles-lès-Authie Arquèves, Authie, Louvencourt, Marieux és Thièvres községekkel határos.

## Népesség
A település népessége az elmúlt években az alábbi módon változott:
| Lakosok száma | 146  | 155  | 161  | 151  | 145  | 139  | 138  | 136  | 135  |
|               | 2013 | 2015 | 2016 | 2017 | 2018 | 2019 | 2020 | 2021 | 2022 |